# Geografia de l'Uzbekistan

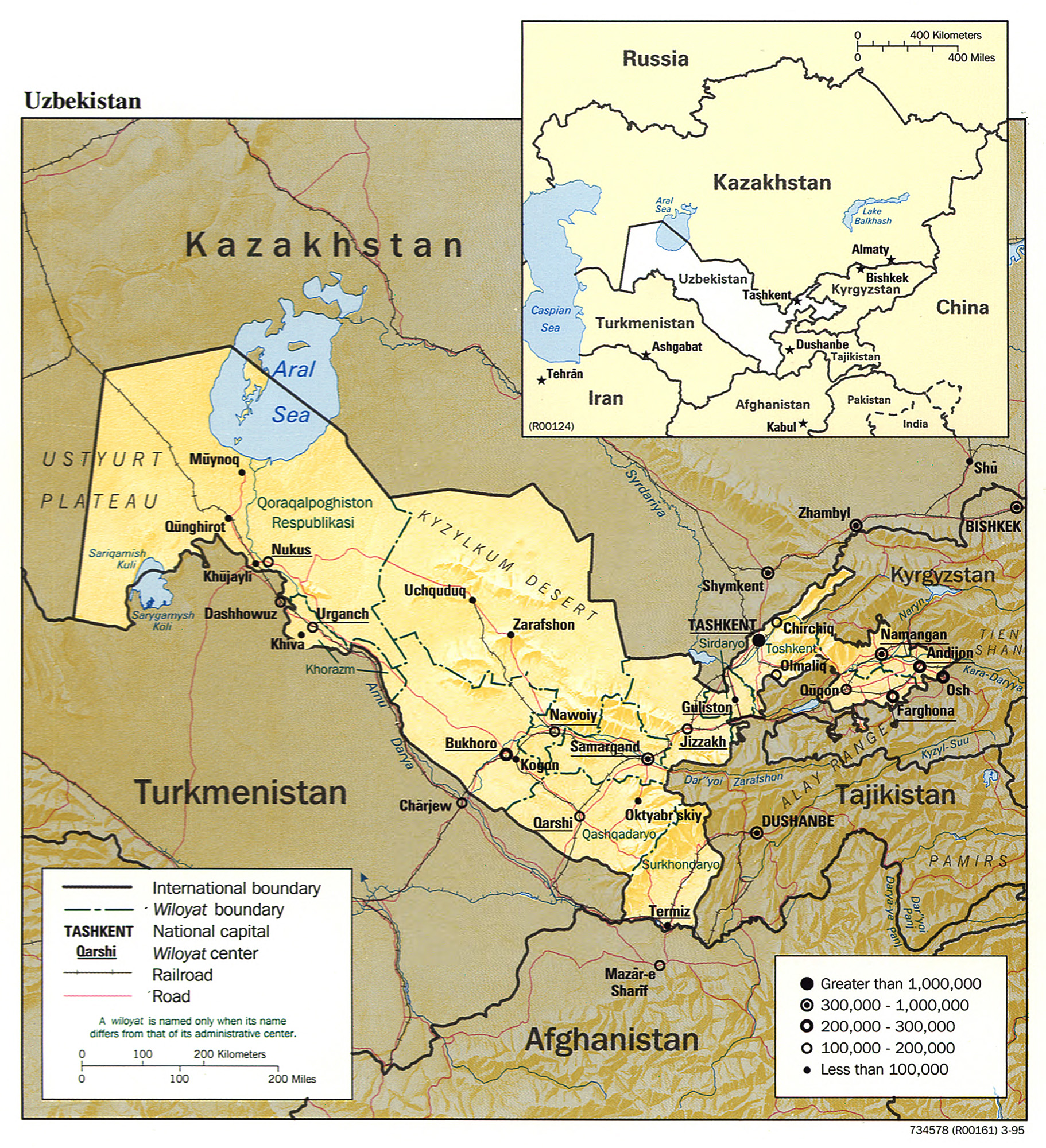
Mapa detallat de l'Uzbekistan, 1995

Uzbekistan és un país de l'Àsia central, amb capital a Taixkent, amb una superfície de 447.400 km², i amb unes dimensions que van dels 1.425 quilòmetres d'oest a est i de 930 km de nord a sud. Els seus veïns són: Kazakhstan al nord, Kirguizstan i Tadjikistan a l'est, Turkmenistan al sud-oest i l'Afganistan al sud. És un dels majors països de l'Àsia central, i és l'únic que té fronteres amb tots els països d'aquesta regió. L'any 2012 tenia una població de 28.394.000 habitants.

## Topografia i relleu

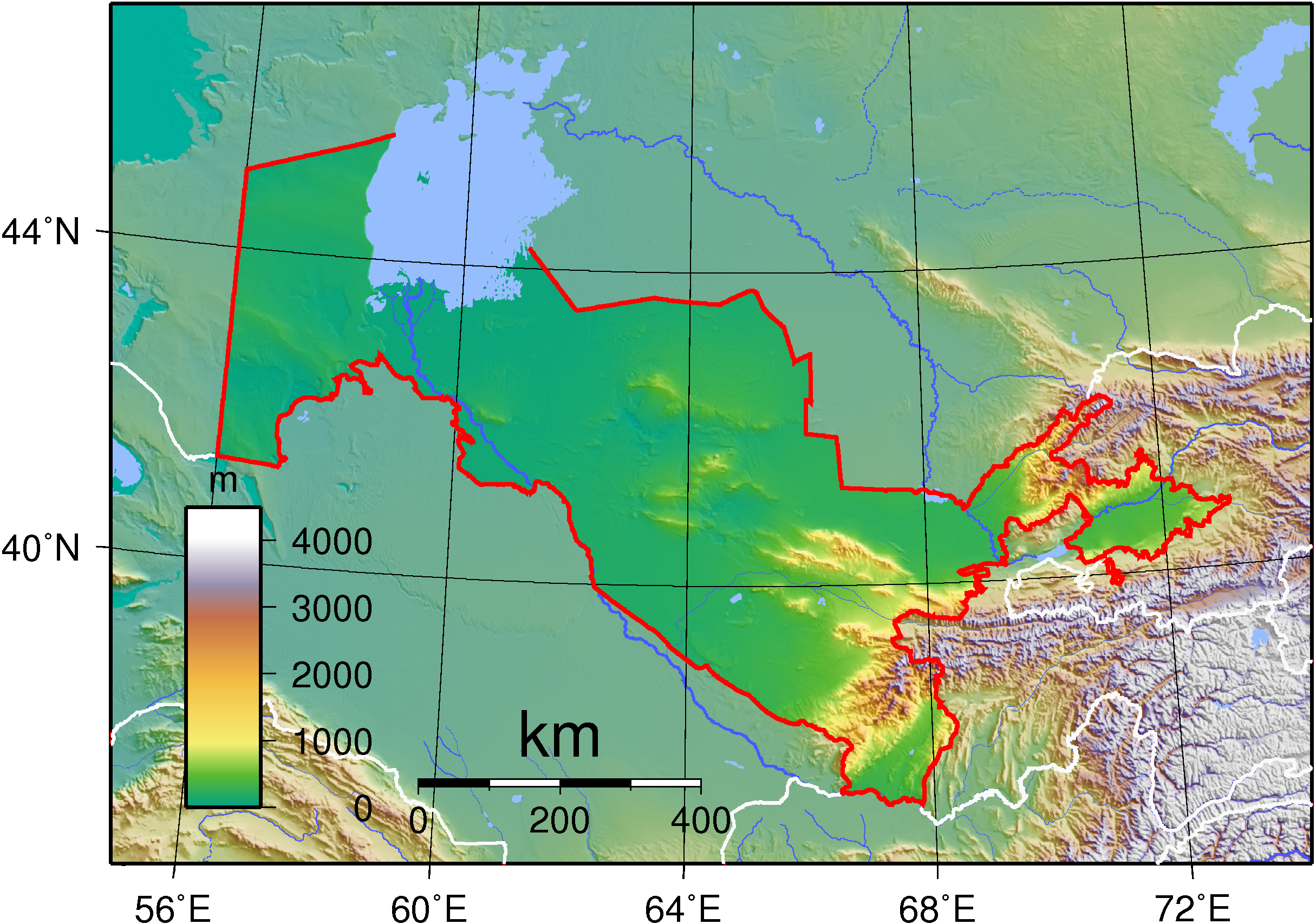
Topografia de l'Uzbekistan

La topografia del país és variada, des de l'altiplà desèrtic que comprèn gairebé el 80% del territori, a les muntanyes en l'est, que arriben als 4.643 m d'altura.
El sud-est del país està caracteritzat per les estreps de la cadena Tian Shan, que s'eleva als veïns Kirguizstan i Tadjikistan, i forma una frontera natural entre l'Àsia central i la Xina.
El vast desert de Khizilkhum, a banda i banda de la frontera amb el sud del Kazakhstan, domina el nord de país.
La regió més fèrtil de la República de l'Uzbekistan és la vall de Fergana amb una superfície de 21.440 km² a l'est de Khizilkhum i vorejada per muntanyes al nord, sud i est. L'oest de la vall veu discórrer el riu Sir Daria, que va des del nord-est del país fins al sud del Kazakhstan, al Kyzyl Kum. A pesar que la vall rep només de 100 a 300 mm de pluja cada any, només és desèrtica en la sva part central i una mica en la perifèria, prop de les muntanyes.
Els recursos hídrics són escassos al país i mal distribuïts en tot el territori. Les vastes planes que ocupen prop de dues terceres parts del país reben poca aigua, i té pocs llacs. Els dos rius principals són l'Amu Daria i el Sir Daria. Formen les dues conques fluvials més importants de l'Àsia central i s'utilitzen majoritàriament per al reg de les terres agrícoles. S'han creat multitud de canals per augmentar el percentatge de terres de cultiu. Existeix un llac aïllat endorreic al nord-oest: Llac Sariqamish el qual varia considerablement de grandària a causa de l'aridesa del paisatge circumdant.
L'activitat sísmica a la República de l'Uzbekistan és important i hi ha hagut molts terratrèmols. La seva capital, Taskent, va ser gairebé completament destruïda per un terratrèmol el 1966, i altres fenòmens sísmics van causar grans danys abans i després d'aquest any. Les zones de muntanya són particularment actives.

## Clima
El clima és continental, amb estius calents i hiverns freds. Les temperatures d'estiu sovint superen els 40 °C, i la temperatura mitjana d'hivern es troba al voltant de -2 °C, però pot baixar a -40 °C. La major part del país és bastant àrid, amb escasses precipitacions: 100 a 200 mm anuals, la majoria a l'hivern i primavera. Quan hi ha poques pluges entre juliol i setembre, la vegetació deixa de créixer.

## Problemes mediambientals

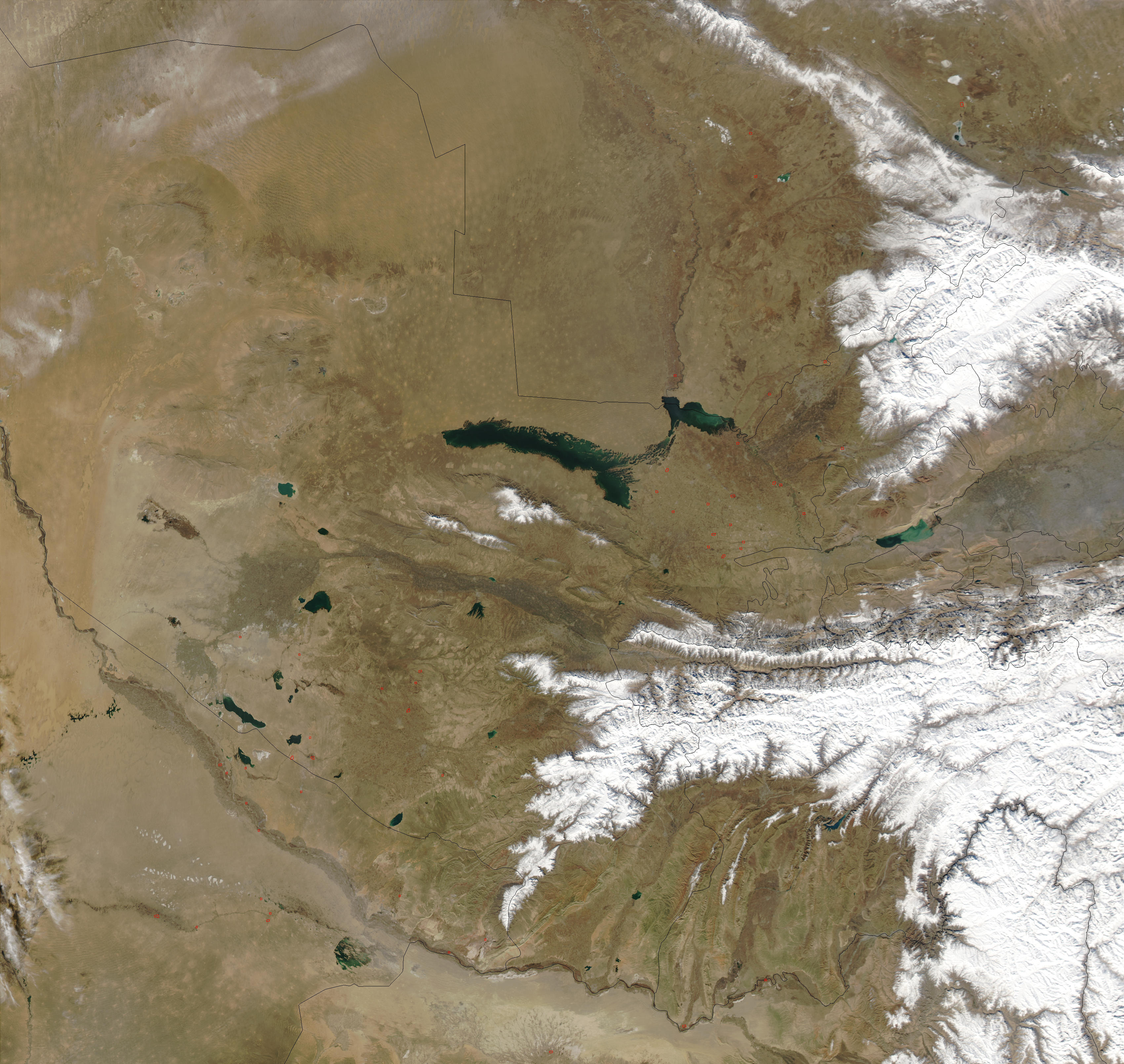
Imatge de satèl·lit de l'Uzbekistan. Els punts vermells són els incendis.

Malgrat la riquesa natural i la varietat de terrenys, les dècades de dominació per la Unió Soviètica, i la seva política econòmica, han fet de l'Uzbekistan un dels més països amb el pitjor medi ambient de la Comunitat d'Estats Independents. L'ús generalitzat de plaguicides, la desviació d'aigua dels dos rius més importants per a la irrigació de camps agrícoles, i la crònica falta de plantes de tractament d'aigua, es troben entre els factors que causen problemes mediambientals i per a la salut a gran escala.
La devastació ambiental a la República de l'Uzbekistan està ben il·lustrada per la catàstrofe del mar d'Aral. La desviació de les aigües dels rius Amu Daria i Sir Daria per conrear cotó, ha fet disminuir la grandària d'aquest mar: era el quart mar interior del món, però s'ha reduït a la meitat en la superfície i dos terços del seu volum en comparació del que era el 1960. La dessecació i la salinització del llac causen tempestes de sal i de sorra, que destrueixen l'agricultura de les zones circumdants i els seus ecosistemes i afecten a la salut de la població local. La desertificació causa la pèrdua d'animals i plantes, la disminució de les terres de cultiu i de la seva qualitat, el canvi climàtic i la destrucció de monuments culturals i històrics. Cada any, moltes tones de sal són disseminades fins a 800 km de distància pels vents. Alguns diuen que les tempestes de sorra i sal del mar d'Aral han augmentat el percentatge de matèria sòlida en l'atmosfera en més del 5%, la qual cosa afecta el canvi climàtic.
El mar d'Aral és només l'indicador més visible de la desolació del país. El període soviètic ha destruït gran part de l'aigua de l'Uzbekistan de diverses maneres: per no construir plantes de tractament d'aigua suficient, per l'ús excessiu dels plaguicides, herbicides, defoliants, i fertilitzants no biològics, i pel foment de projectes industrials, sense la preocupació per l'impacte sobre el medi ambient i la població local.

### Contaminació de l'aigua

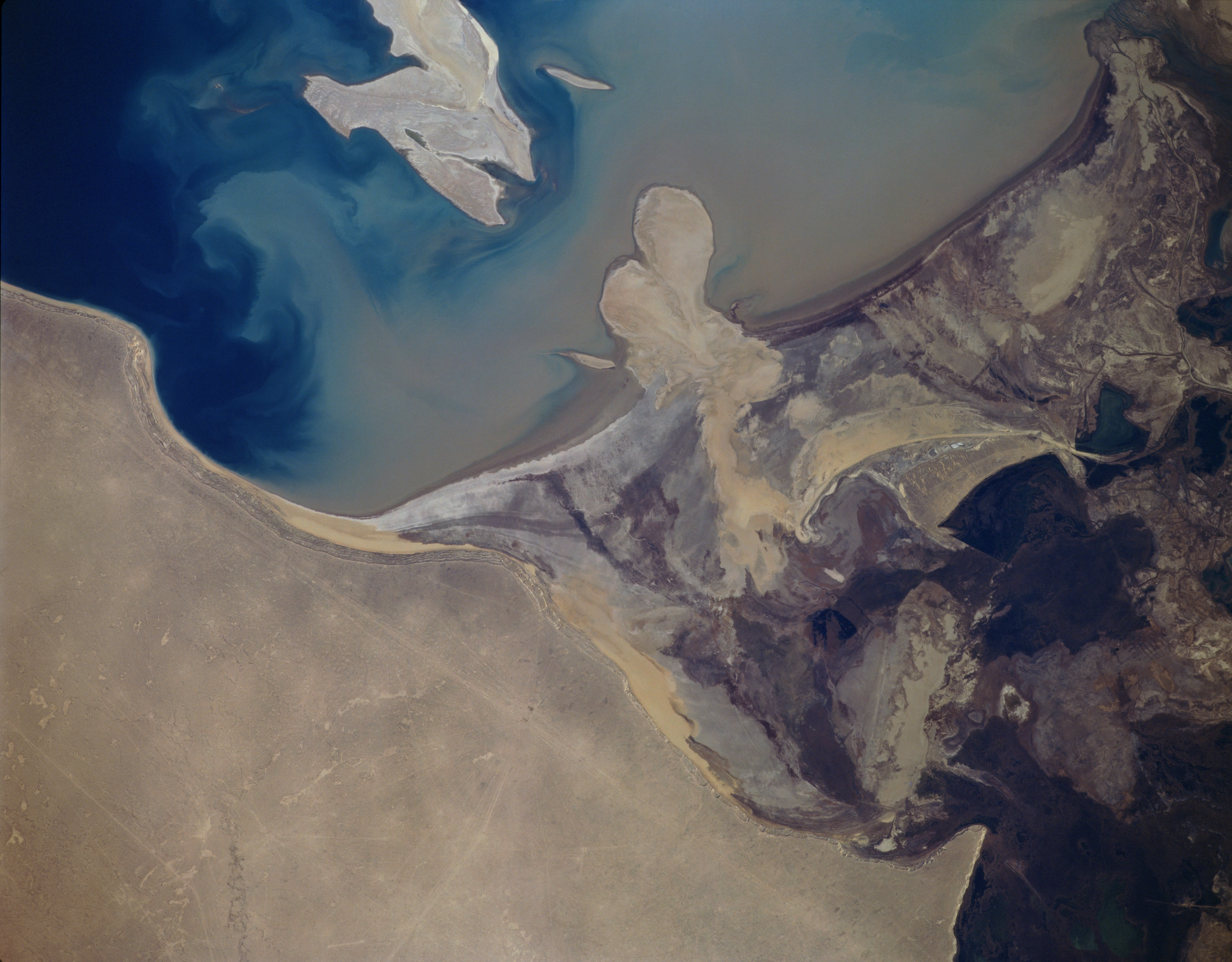
Delta del Amu Daria.

L'ús generalitzat de productes agroquímics en el cultiu del cotó, els sistemes de reg ineficients, i la insuficiència dels sistemes de drenatge són exemples de les condicions que han promogut l'absorció de les aigües salines i contaminat el sòl. La política post-soviètica és més perillosa encara: en el decenni de 1990, han estat aplicats de 20 a 25 kg de fertilitzants no orgànics i insecticides per hectàrea, enfront de 3 kg, en tota la Unió Soviètica. Per tant, l'aigua a l'Uzbekistan està encara més contaminada. Els productes industrials també han danyat l'aigua del país. Al riu Amu Darya s'han trobat altes concentracions de fenol i de productes petrolífers, que posen en perill la salut de la població que viu a la vora del riu. En 1989, el ministre de salut de la República Socialista Soviètica de Turkmenistan, va descriure l'Amu Darya com a rasa d'aigües residuals de substàncies industrials i agrícoles. Un informe de 1995 diu que el riu s'ha deteriorat encara més que durant l'època soviètica.
En el decenni de 1990 aproximadament el 60% dels fons per al control de la contaminació es va donar als projectes relacionats amb el drenatge, però només la meitat de les ciutats i al voltant d'una quarta part dels llogarets té clavegueram. Els sistemes municipals no compleixen els requisits de qualitat, gran part de la població manca d'aigua potable i s'utilitza l'aigua directament dels canals o rius contaminats.
Segons un informe, gairebé totes les aigües subterrànies de la República de l'Uzbekistan està contaminada per les deixalles industrials i químics. Un representant del Ministeri de Medi ambient estima que la meitat de la població viu en zones on l'aigua està molt contaminada. El govern estima que el 1995 només uns 230 de les al voltant de 8.000 empreses industrials segueixen els estàndards de control de la contaminació.

### La contaminació de l'aire
La mala gestió dels recursos hídrics i l'ús generalitzat d'agroquímics també han contaminat l'aire. Les tempestes de sorra i de sal i l'ús freqüent de pesticides i defoliants sobre els camps de cotó han contribuït a la greu degradació de la qualitat de l'aire a les zones rurals.
Als centres urbans, les fàbriques i les emissions de diòxid de carboni dels vehicles són un perill creixent per a la qualitat de l'aire. Menys de la meitat de les xemeneies de les fàbriques estan equipades amb filtres, i cap pot filtrar les emissions de gasos, i, el que és més important, un gran percentatge dels actuals filtres són defectuosos o estan espatllats.
Les dades sobre la qualitat de l'aire a Taixkent, Fergana i Olmaliq mostren que les tres estan per sobre dels nivells recomanats d'òxid nitrós i aerosols. Hi ha alts nivells de plom, níquel, zinc, coure, mercuri i manganès a l'atmosfera uzbeka, principalment a causa de la combustió de combustibles fòssils, als residus, i al procés de la metal·lúrgia. Els nivells són particularment elevats a la província de Taskent i a la regió meridional, prop de la planta metal·lúrgica d'Olmalia.
A mitjans dels anys 1990, la producció industrial en la República de l'Uzbekistan, que s'estima en aproximadament el 60% de la indústria en tots els països de l'Àsia central, amb excepció del Kazakhstan també va ser responsable de 60% de totes les emissions de substàncies nocives a la regió a l'atmosfera.
A causa que els automòbils són relativament rars, les emissions de diòxid de carboni d'aquestes màquines no són un problema més que a la capital i a Fergana.

## Estadístiques
Superfícies:
- Superfície total: 447.400 km²
- Terra: 425.400 km²
- Aigua: 22.000 km²

Fronteres:
- Total: 6.221 km
- Amb altres països: Afganistan, 137 km; Kazakhstan, 2.203 km; Kirguizstan, 1.099 km; Tajikistán, 1.161 km; Turkmenistan, 1.621 km

Costes: No, només els 420 km en el mar d'Aral.
- És l'únic país, al costat de Liechtenstein, que té dos països abans d'aconseguir una frontera marítima.

Elevacions extremes:
- Punt més baix: llac Sariqamish, per les oscil·lacions de nivell, quan està baix -12 m
- Punt més alt: Khazret Sultan, 4.643 m[4]

Recursos naturals: gas natural, petroli, carbó, or, urani plata, coure, plom, zinc, tungstè, molibdè
L'explotació de la terra:
- Les terres cultivables: 9%
- Cultius permanents: 1%
- Pastures permanents: 46%
- Boscos: 3%
- Altres: 41% (1993 est)

Terra de regadiu: 40000 km² (1993 est)
Desastres naturals: terratrèmols i sequeres.
Els problemes ambientals:
- desaparició gradual del mar d'Aral, causant tempestes de sorra i sal que contribueixen a la desertificació
- la contaminació de l'aigua per residus industrials i productes agroquímics, causant problemes de salut i la salinització del sòl.

Els tractats internacionals sobre el medi ambient:
- Participa en: biodiversitat, canvi climàtic, protocol de Kyoto, desertització, espècies en perill d'extinció, modificació ambiental, residus perillosos, la protecció de la capa d'ozó